# قطعنامه ۹۳۲ شورای امنیت
قطعنامه ۹۳۲ شورای امنیت سازمان ملل متحد که در تاریخ ۳۰ ژوئن ۱۹۹۴ تصویب شد، سندی بین‌المللی دربارهٔ آنگولا است. این قطعنامه طی نشست ۳۳۹۵ام با ۱۵ رای موافق، ۰ مخالف و ۰ ممتنع تصویب شد.